# Macrocentrus parki
Macrocentrus parki är en stekelart som beskrevs av Van Achterberg 1993. Macrocentrus parki ingår i släktet Macrocentrus och familjen bracksteklar. Inga underarter finns listade i Catalogue of Life.